# Hyponeuma dantonidia
Hyponeuma dantonidia là một loài bướm đêm trong họ Noctuidae.